# Lungtog Gyatso
Lungtog Gyatso med det fulde navn Lobzang Tenpai Wangchuk Lungtok Gyatso også stavet Luntok Gyatso (født 1. december 1806, død 6. marts 1815) var den 9. Dalai Lama af Tibet. Han var den eneste Dalai Lama, der døde som barn, og var del af en række på fire Dalai Lamaer, der døde, før de blev 22 år gamle. 